# Ligne de Tissemsilt à M'Sila
La ligne de Tissemsilt à M'Sila est l'une des lignes du réseau ferroviaire algérien. Mise en service en 2022, elle relie la gare de Tissemsilt (dans la wilaya de Tissemsilt) à celle de M'Sila (dans la wilaya de M'Sila).
La ligne fait partie des lignes ferroviaires algériennes constituant la « rocade Hauts Plateaux », ensemble de lignes en service ou en construction reliant les grandes villes de la steppe algérienne, de Moulay Slissen, à l'ouest, à Tébessa, à l'est de l'Algérie.

## Histoire
La ligne de Tissemsilt à M'Sila a été inaugurée le 26 décembre 2022. Sa mise en service est une étape majeure de l'achèvement de la « rocade ferroviaire des Hauts Plateaux ». Cette rocade est constituée d'un ensemble de lignes d'une longueur totale de 1 160 km qui, lorsqu'elle sera achevée, reliera Moulay Slissen, à l'ouest, à Tébessa, à l'est de l'Algérie, en desservant les villes de Saïda, Tiaret, Tissemsilt, M'Sila, Barika, Batna, Aïn M'lila et Oum El Bouaghi,.

## La ligne

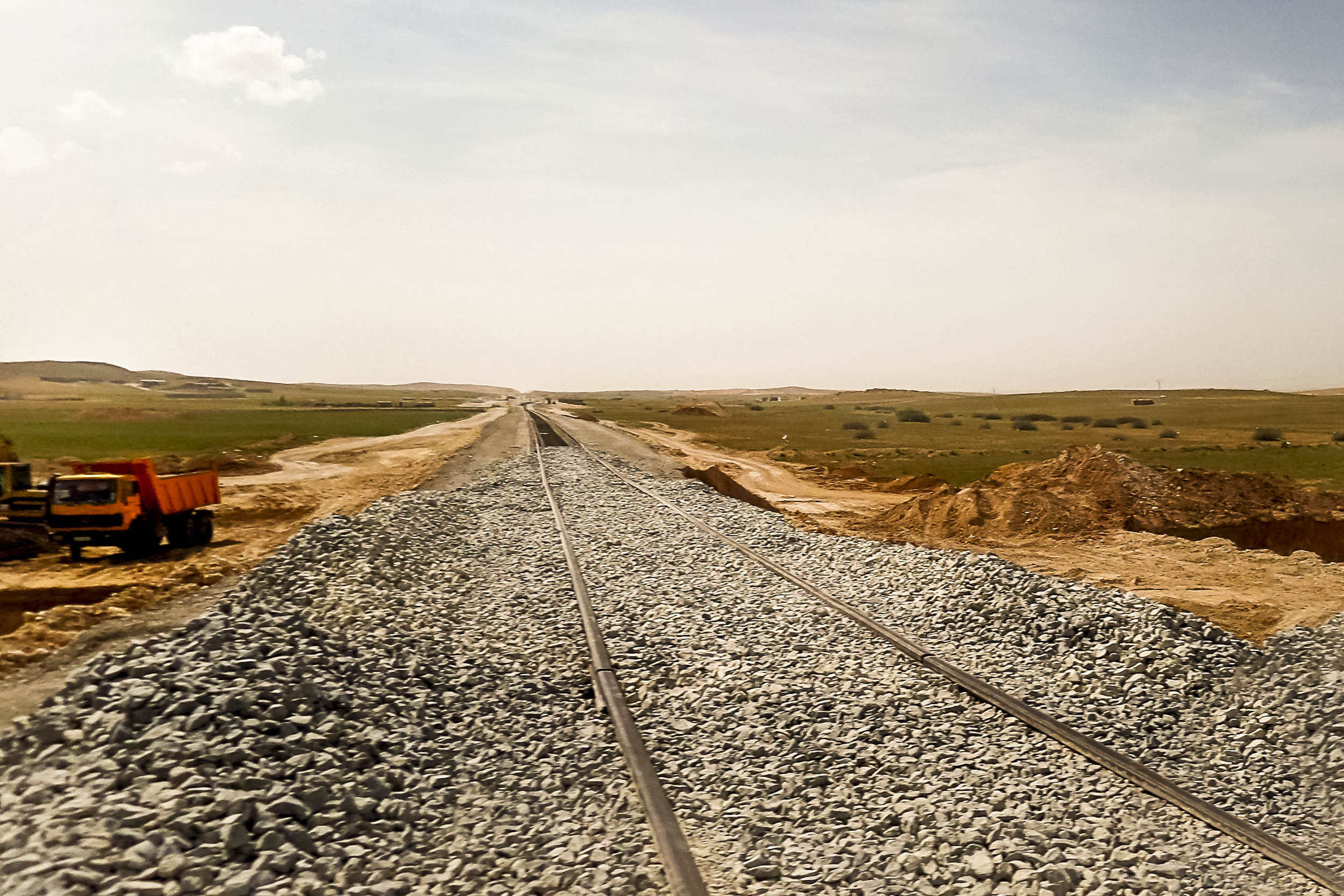
La ligne en construction entre Boughezoul et M'Sila en 2016.

### Caractéristiques de la ligne
La ligne, d'une longueur de 290 km, est une voie unique à écartement standard et n'est pas électrifiée. Elle comporte deux tronçons :
- de Tissemsilt à Boughezoul : 139 km ;
- de Boughezoul à M'Sila 151 km.

À l'instar de l'ensemble des nouvelles lignes ou des lignes rénovées en Algérie, la ligne de Tissemsilt à M'Sila est équipée des systèmes de signalisation ferroviaire ERTMS / ETCS et du système de communication GSM-R,.

### Tracé
La ligne, orientée ouest-est, traverse les plaines et les steppes des Hauts Plateaux. Elle ne rencontre pas d'obstacles majeurs tels que de grands cours d'eau à franchir ni de reliefs qui auraient nécessité la construction d'importants ouvrages d'art.
À son extrémité est, la ligne est raccordée à la ligne de Bordj Bou Arreridj à M'Sila à la sortie sud de la gare de M'Sila et à la ligne de Boughezoul à Laghouat à la sortie est de gare de Boughezoul. À l'ouest, au niveau de la gare de Tissemsilt, elle sera raccordée à la ligne de Tissemsilt à Tiaret qui est actuellement en construction. De même, à mi-parcours, au niveau de la gare de Boughezoul, elle sera raccordée vers le nord à la ligne de Ksar El Boukhari à Boughezoul

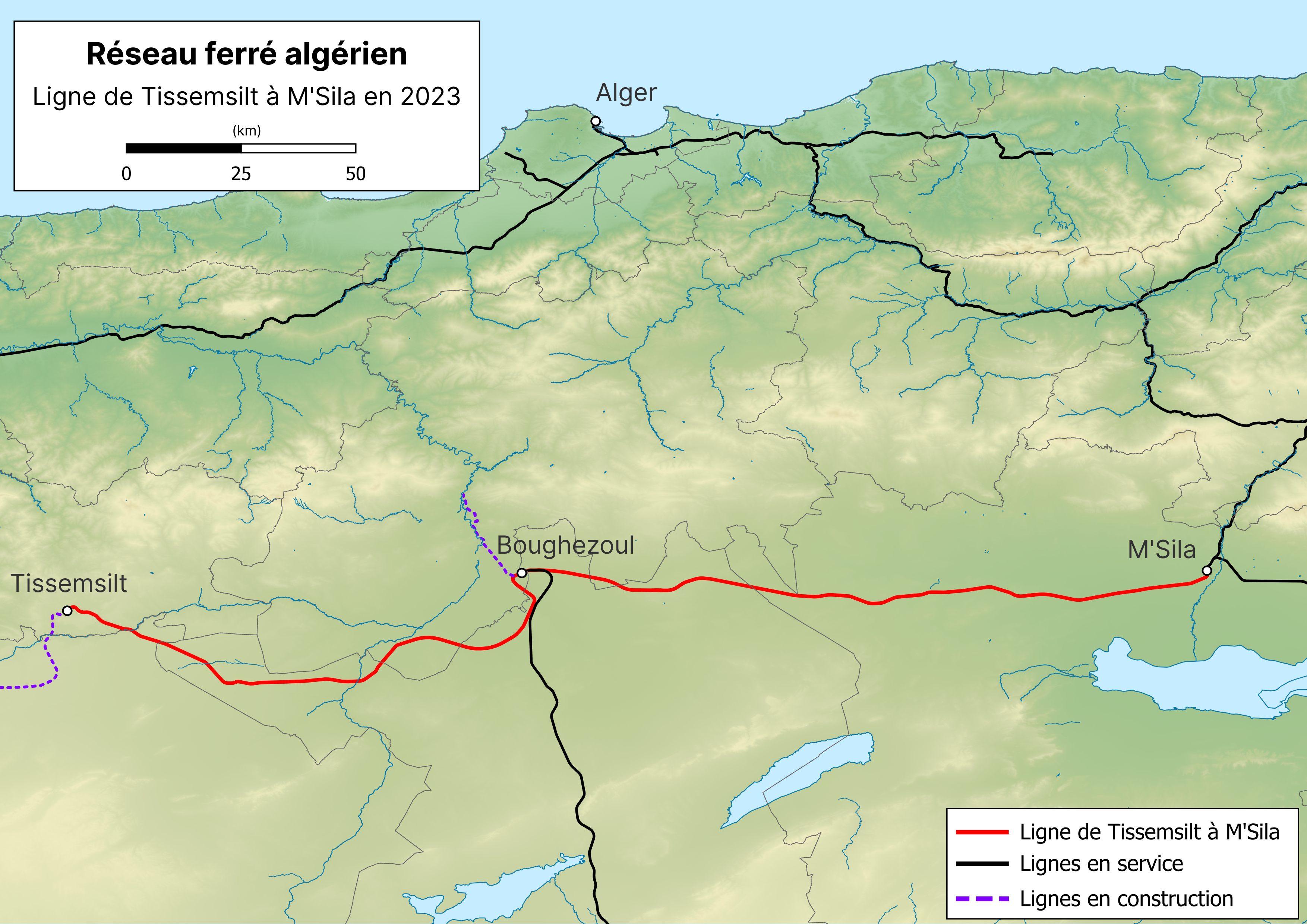
Tracé de la ligne dans les Hauts Plateaux.

### Profil
La ligne a pour origine la gare de Tissemsilt (PK 0 de la ligne), gare établie à 877 m d'altitude, aux pieds du versant sud la partie centrale l'Atlas tellien, à l'entrée dans les Hauts Plateaux,. À la sortie nord-est de la gare, elle prend une direction est, direction qu'elle gardera globalement jusqu'à M'Sila.
À environ 5 km à l'est de Tissemsilt, la ligne atteint son altitude maximale de 905 m sur les hauteurs du djebel Redjem Gana, colline faisant partie des piedmonts méridionaux de l'Atlas tellien. La ligne parcourt ensuite la partie orientale du plateau du Sersou, puis la plaine de Chahbounia en suivant une pente descendante régulière jusqu'à l'ouest de Boughezoul (PK 132), au niveau de la dépression de Dayet el Kerfa à une altitude de 631 m.
Passé Boughezoul, le profil de ligne reprend une pente ascendante jusqu'au nord de Birine (PK 162) où elle atteint l'altitude de 779 m au niveau du djebel Koudiat Bou Chacour. De là, la ligne s'infléchit en suivant une très longue pente descendante en direction de la plaine du Hodna qu'elle atteint après avoir dépassé Aïn El Hadjel. 
C'est à environ une vingtaine de kilomètres à l'ouest de M'Sila que la ligne atteint son altitude minimale de 435 m au niveau du PK 270, au nord du Chott el Hodna. La gare de M'Sila, terminus d'arrivée de la ligne, située au PK 289, est établie à altitude 470 m.

Profil en long de la ligne.

## Service ferroviaire
La ligne permet le trafic voyageurs et de marchandises.
Le service voyageurs est assuré par une navette de la Société nationale des transports ferroviaires (SNTF) effectuant chaque jour un aller-retour entre les gares de Bordj Bou Arreridj et de Tissemsilt. La durée du trajet, entre ces deux gares, étant de 4 h 11 min.

## Gares de la ligne
La ligne traverse cinq wilayas et dessert dix gares :
- gare de Tissemsilt (wilaya de Tissemsilt) ;
- gare de Bougara (wilaya de Tiaret) ;
- gare de Hassi Fedoul (wilaya de Djelfa) ;
- gare de Sidi Ladjel (wilaya de Djelfa) ;
- gare de Chahbounia (wilaya de Médéa) ;
- gare de Boughezoul (wilaya de Médéa) ;
- gare de Birine (wilaya de Djelfa) ;
- gare de Bouti Sayah (wilaya de M'Sila) ;
- gare de Aïn El Hadjel (wilaya de M'Sila) ;
- gare de M'Sila (wilaya de M'Sila).

Les gares de Tissemsilt et de Boughezoul sont des gares mixtes voyageurs et marchandises.
| Gare                                                       | PK*    | Informations           |
| ---------------------------------------------------------- | ------ | ---------------------- |
| Gare de Tissemsilt                                         | PK 0   | Trains régionaux, fret |
| Gare de Bougara                                            | PK 20  | Trains régionaux       |
| Gare de Hassi Fedoul                                       | PK 46  | Trains régionaux       |
| Gare de Sidi Ladjel                                        | PK 73  | Trains régionaux       |
| Gare de Chahbounia                                         | PK 86  | Trains régionaux       |
| Gare de Boughezoul                                         | PK 132 | Trains régionaux, fret |
| Gare de Birine                                             | PK 162 | Trains régionaux       |
| Gare de Bouti Sayah                                        | PK 208 | Trains régionaux       |
| Gare de Aïn El Hadjel                                      | PK 228 | Trains régionaux       |
| Gare de M'Sila                                             | PK 286 | Trains régionaux       |
| *Les PK mentionnés ont pour origine la gare de Tissemsilt. |        |                        |